# Phouvieng Phounsavath
Phouvieng Phounsavath (laotisch: ພູວຽງ ພູມສະຫວັດຳ; * 12. Dezember 2002 in der Provinz Champasak) ist ein laotischer Fußballspieler.

## Karriere

### Verein
Phouvieng Phounsavath stand bis Ende 2020 beim laotischen Zweitligisten Garuda 369 FC unter Vertrag. Zu Beginn der Saison 2021 wechselte er nach Vientiane zum Erstligisten Viengchanh FC.

### Nationalmannschaft
Phouvieng Phounsavath nahm 2022 mit laotischen U23-Nationalmannschaft an der AFF U23 Championship sowie an den Südostasienspielen teil. Sein Debüt für die laotische A-Nationalmannschaft gab er am 23. März 2022 in einem Freundschaftsspiel gegen die Mongolei.